# Самуель Куффур
Самуель Осей Куффур (англ. Samuel Osei Kuffour, нар. 3 вересня 1976, Кумасі, Гана) — ганський футболіст, що грав на позиції захисника.
П'ятиразовий чемпіон Німеччини. Чотириразовий володар кубка Німеччини. Володар Суперкубка Італії. Переможець Ліги чемпіонів УЄФА. Володар Міжконтинентального кубка.

## Клубна кар'єра
Вихованець юнацьких команд футбольних клубів «Фантомас Кумасі», «Кінг Файсал Бейбс» та «Торіно».
У дорослому футболі дебютував 1994 року виступами за команду клубу «Баварія», в якій провів один сезон, взявши участь лише у 9 матчах чемпіонату.
Протягом 1995–1996 років на правах оренди захищав кольори команди клубу «Нюрнберг».
1996 року повернувся до «Баварії». Цього разу відіграв за мюнхенський клуб наступні дев'ять сезонів своєї ігрової кар'єри. За цей час п'ять разів виборював титул чемпіона Німеччини, ставав володарем кубка Німеччини (чотири рази), переможцем Ліги чемпіонів УЄФА, володарем Міжконтинентального кубка.
Згодом з 2005 по 2008 рік грав у складі команд клубів «Рома», «Ліворно» та «Аякс». Протягом цих років додав до переліку своїх трофеїв титул володаря Суперкубка Італії з футболу.
Завершив професійну ігрову кар'єру на батьківщині, у клубі «Асанте Котоко», за команду якого виступав протягом 2009 року.

## Виступи за збірні
1991 року дебютував у складі юнацької збірної Гани.
1993 року залучався до складу молодіжної збірної Гани.
З 1992 по 1996 роки захищав кольори олімпійської збірної Гани. У складі збірної — учасник футбольного турніру на Олімпійських іграх 1992 року у Барселоні, на якому команда здобула бронзові олімпійські нагороди, футбольного турніру на Олімпійських іграх 1996 року в Атланті.
1996 року дебютував в офіційних матчах у складі національної збірної Гани. Протягом кар'єри у національній команді, яка тривала 13 років, провів у формі головної команди країни 59 матчів, забивши 3 голи.
У складі збірної був учасником Кубка африканських націй 1996 року у ПАР, Кубка африканських націй 1998 року у Буркіна Фасо, Кубка африканських націй 2000 року у Гані та Нігерії, Кубка африканських націй 2002 року у Малі, чемпіонату світу 2006 року у Німеччині, Кубка африканських націй 2006 року в Єгипті.

## Статистика виступів

### Статистика клубних виступів
| Сезон               | Команда             | Чемпіонат           | Чемпіонат | Чемпіонат | Національний кубок | Національний кубок | Національний кубок | Континентальні кубки | Континентальні кубки | Континентальні кубки | Інші змагання | Інші змагання | Інші змагання | Усього | Усього |
| Сезон               | Команда             | Ліга                | Ігор      | Голів     | Ліга               | Ігор               | Голів              | Ліга                 | Ігор                 | Голів                | Ліга          | Ігор          | Голів         | Ігор   | Голів  |
| ------------------- | ------------------- | ------------------- | --------- | --------- | ------------------ | ------------------ | ------------------ | -------------------- | -------------------- | -------------------- | ------------- | ------------- | ------------- | ------ | ------ |
| 1994-95             | «Баварія»           | БЛ                  | 9         | 0         | КН                 | 0                  | 0                  | ЛЧ                   | 4                    | 1                    | —             | —             | —             | 13     | 1      |
| 1995-96             | «Нюрнберг»          | 2Л                  | 12        | 1         | КН                 | 0                  | 0                  | —                    | —                    | —                    | —             | —             | —             | 12     | 1      |
| 1996-97             | «Баварія»           | БЛ                  | 22        | 0         | КН                 | 2                  | 0                  | КУЄФА                | 1                    | 0                    | —             | —             | —             | 25     | 0      |
| 1997-98             | «Баварія»           | БЛ                  | 17        | 2         | КН                 | 3                  | 0                  | ЛЧ                   | 5                    | 0                    | КЛ            | 0             | 0             | 25     | 0      |
| 1998-99             | «Баварія»           | БЛ                  | 15        | 0         | КН                 | 3                  | 0                  | ЛЧ                   | 8                    | 0                    | КЛ            | 0             | 0             | 26     | 0      |
| 1999-00             | «Баварія»           | БЛ                  | 18        | 2         | КН                 | 3                  | 1                  | ЛЧ                   | 13                   | 0                    | КЛ            | 0             | 0             | 34     | 3      |
| 2000-01             | «Баварія»           | БЛ                  | 23        | 1         | КН                 | 1                  | 0                  | ЛЧ                   | 13                   | 0                    | КЛ            | 1             | 0             | 38     | 1      |
| 2001-02             | «Баварія»           | БЛ                  | 21        | 0         | КН                 | 3                  | 0                  | ЛЧ                   | 14                   | 0                    | КЛ+СУ+МКК     | 1+0+1         | 0+0+1         | 37     | 1      |
| 2002-03             | «Баварія»           | БЛ                  | 20        | 1         | КН                 | 4                  | 0                  | ЛЧ                   | 5                    | 0                    | КЛ            | 1             | 0             | 30     | 1      |
| 2003-04             | «Баварія»           | БЛ                  | 23        | 1         | КН                 | 2                  | 0                  | ЛЧ                   | 7                    | 0                    | КЛ            | 1             | 0             | 33     | 1      |
| 2004-05             | «Баварія»           | БЛ                  | 7         | 0         | КН                 | 2                  | 0                  | ЛЧ                   | 4                    | 0                    | КЛ            | 0             | 0             | 13     | 0      |
| Усього за «Баварію» | Усього за «Баварію» | Усього за «Баварію» | 175       | 8         |                    | 23                 | 1                  |                      | 74                   | 1                    |               | 5             | 1             | 277    | 11     |
| 2005-06             | «Рома»              | A                   | 21        | 0         | КІ                 | 3                  | 0                  | КУЄФА                | 7                    | 1                    | —             | —             | —             | 31     | 1      |
| 2006-07             | «Ліворно»           | A                   | 18        | 0         | КІ                 | 0                  | 0                  | КУЄФА                | 8                    | 0                    | —             | —             | —             | 26     | 0      |
| 2007-січ. 2008      | «Рома»              | A                   | 0         | 0         | КІ                 | 0                  | 0                  | ЛЧ                   | 0                    | 0                    | СІ            | 0             | 0             | 0      | 0      |
| Усього за «Рому»    | Усього за «Рому»    | Усього за «Рому»    | 21        | 0         |                    | 3                  | 0                  |                      | 7                    | 1                    |               | 0             | 0             | 31     | 1      |
| січ.-лип. 2008      | «Аякс»              | Е                   | 2         | 0         | —                  | —                  | —                  | —                    | —                    | —                    | —             | —             | —             | 2      | 0      |
| кві.-лип. 2009      | «Асанте Котоко»     | ПЛ                  | ?         | ?         | —                  | —                  | —                  | —                    | —                    | —                    | —             | —             | —             | ?      | ?      |
| Усього за кар'єру   | Усього за кар'єру   | Усього за кар'єру   | 2?        | 9+        |                    | 26                 | 1                  |                      | 89                   | 2                    |               | 5             | 1             | 348+   | 13+    |

## Титули і досягнення

### Командні
- Чемпіон Німеччини: 1997, 1999, 2000, 2001, 2003, 2005
- Володар кубка Німеччини: 1998, 2000, 2003, 2005
- Володар Кубка німецької ліги: 2000, 2004
- Володар Суперкубка Італії з футболу: 2007
- Переможець Ліги чемпіонів УЄФА: 2001
- Володар Міжконтинентального кубка: 2001
- Чемпіон світу (U-17): 1991
- Чемпіон Африки (U-21): 1993
- Бронзовий олімпійський призер: 1992